# Cirilo Tornos Laffite
Cirilo Tornos Laffite (Sant Sebastià, 7 d'agost de 1886 - Madrid, 18 de setembre de 1963) fou un jurista espanyol, membre de la Reial Acadèmia de Ciències Morals i Polítiques.

## Biografia
Es llicencià i doctorà en dret a la Universitat de Madrid amb premi extraordinari. Ingressà per oposició al Cos d'Advocats de l'Estat i va prestar serveis a les Delegacions del Ministeri d'Hisenda a Valladolid i Madrid. Fins a 1915 va estar destinat a la Secció de Plets de la Direcció General del Contenciós.
En 1911 fou escollit acadèmic i professor de la Reial Acadèmia de Jurisprudència i Legislació. En 1925 fou nomenat 
vocal de la Comissió General de Codificació, però fou destituït després de la proclamació de la Segona República Espanyola. En 1932 fou nomenat president de la Confederació Catòlica de Pares de Família. Durant la guerra civil espanyola va donar suport al bàndol nacional i el va representar en diversos plets internacionals a Londres, París i Marsella. El 1938 va recuperar el càrrec de vocal de la Comissió General de Codificació, de la que en fou nomenat president el 1940. Fou autor de les ponències per a la reforma del Codi Civil, del Codi de Comerç i de la Llei d'Enjudiciament Civil. De 1942 a 1948 fou president de la Secció d'Homes d'Acció Catòlica, raó per la qual va rebre l'Orde de Sant Gregori el Gran. En 1954 fou escollit acadèmic de la Reial Acadèmia de Ciències Morals i Polítiques.

## Obres
- La doctrina social católica y la encíclica "Mater et Magistra" (1961)